# بيل بيج
بيل بيج (بالإنجليزية: Bill Page)‏ هو موزع أمريكي، ولد في 11 سبتمبر 1925، وتوفي في 26 أبريل 2017.